# 두줄촉수
두줄촉수는 농어목 촉수과의 물고기이다. 산호초에 서식하며 10~80m의 깊이에서 찾아볼 수 있다. 두줄촉수의 몸길이는 50cm까지 자랄수 있다.